# Спінювання

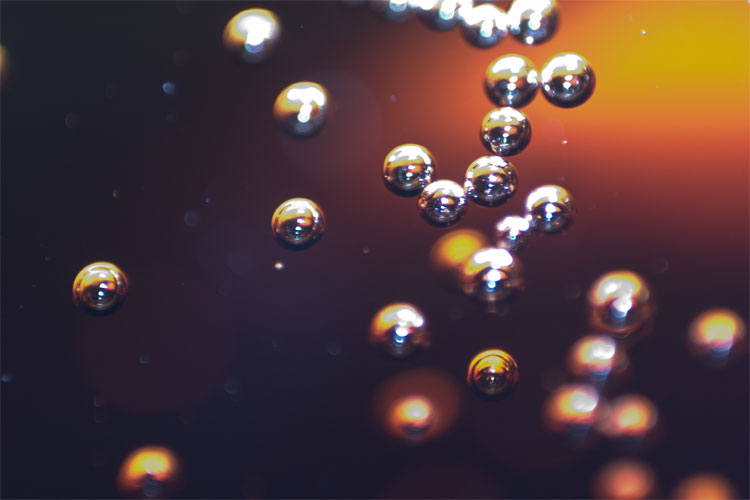
Бульбашки вуглекислого газу спливають на поверхню газованого безалкогольного напою.

Спінювання — утворення піни при виділенні газу з водного розчину і є результатом цього виділення.
Спінювання також можна спостерігати, коли відкриваєте пляшку шампанського, пива або газованих напоїв, таких як деякі газовані безалкогольні напої. Видимі бульбашки утворюються в результаті виходу з розчину розчиненого газу (який сам по собі невидимий, коли він розчинений у рідині).
Хоча CO2 є найбільш поширеним для напоїв, газоподібний азот іноді навмисно додається до певного пива. Менший розмір бульбашок створює більш гладку головку пива. Через погану розчинність азоту в пиві для цього використовують кеги або віджети.
У лабораторії звичайний приклад спінювання можна побачити, якщо до блоку вапняку додати соляну кислоту. Якщо кілька шматочків мармуру або таблетку антациду помістити в соляну кислоту в пробірці з пробкою, можна спостерігати викид вуглекислого газу.